# Tripylium calkinsi
Tripylium calkinsi is een rondwormensoort uit de familie van de Monhysteridae.